# 1912年の航空
< 1912年
1911年の航空 - 1912年の航空 - 1913年の航空

## 航空に関する出来事

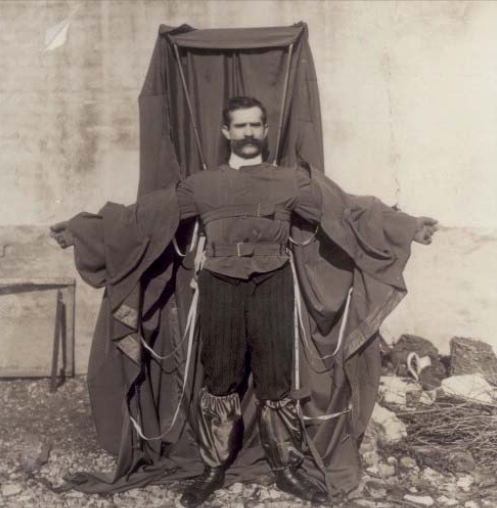
発明品を着用したフランツ・ライヒェルト

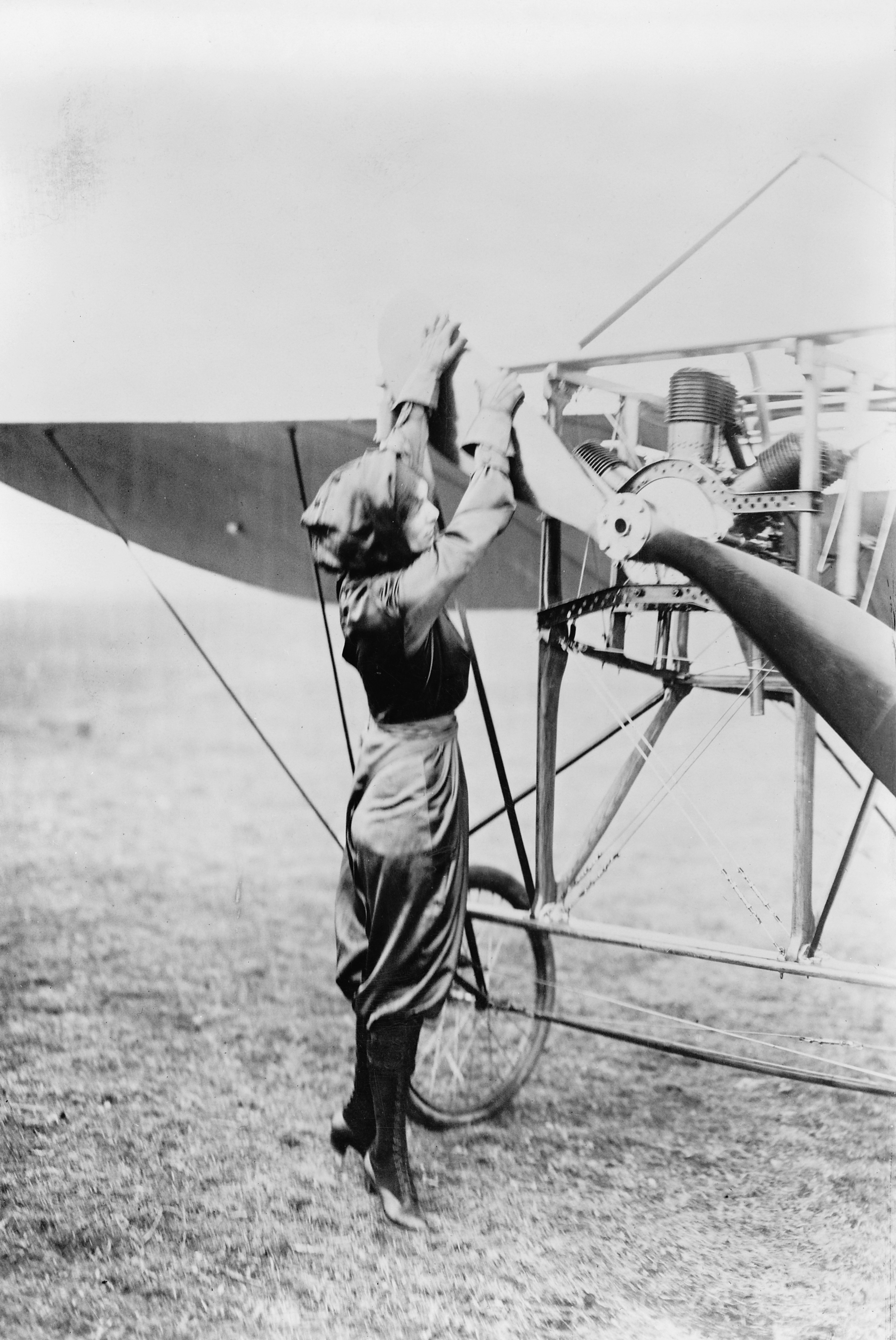
プロペラを回すハリエット・クインビー

- 1912年 - イギリスの航空機メーカー、スーパーマリンが設立される。
- 2月4日 -  オーストリア出身のフランツ・ライヒェルトがウイングスーツのような外套で、エッフェル塔のデッキ（高さ60m）から飛び降りたが死亡した。
- 3月 - アルバート・ベリーが、米国セントルイスで、初の飛行機からのパラシュート降下を行う。
- 4月13日 - モーリス・プレヴォが乗客を乗せて、パリとロンドン間を飛行した。
- 4月16日 - アメリカ合衆国のハリエット・クインビーが、ドーバー海峡を横断した最初の女性パイロットとなった。
- 4月22日 – イギリスのデニス・ウィルソン（ Denys Corbett Wilson）がアイリッシュ海の完全横断に成功した。
- 5月 - 奈良原三次が、千葉県千葉市美浜区の稲毛海岸に日本初の民間飛行場を開設した。
- 5月2日 - イギリス海軍のパイロット、チャールズ・サムソンが航行する戦艦ハイバーニアから離艦した。
- 5月27日 - 世界初の水上機母艦、フランス海軍のフードルが、水上飛行機、ボアザン・カナード機を搭載した。
- 6月 - イギリスの航空機メーカー、ソッピースが設立される。
- 6月1日 - ノルウェー海軍の軍人、ハンス・ドンスがStartと名付けたルンプラー タウベでノルウェーで最初の飛行を行った。
- 6月19日 - イギリス、ウィルトシャー州のUpavonで、イギリス陸軍航空隊の中央飛行学校が開校する。
- 7月5日 - ユースタス・ロレーンと観測士のR・H・V・ウイルソンがイギリス陸軍航空隊の最初の航空機事による殉職者となった。
- 7月27日 - イギリスで軍用機のコンテストが行われサミュエル・フランクリン・コーディのコーディVが優勝した。
- 8月 - 米国人グレン・マーチンが、マーチン社を設立。
- 8月15日 - ハンガリー、（オーストリア・ハンガリー帝国）の女性、リリー・シュタインシュナイダーが飛行士の免許を得た。
- 9月 - 南地よねがロサンゼルスのドミングス飛行場にあるシラー飛行学校で飛行訓練を受け日本女性として、最初の飛行をおこなった。
- 10月6日 - 日本のパイロット、近藤元久がロサンゼルスの近郊で、事故死し、航空機の事故で死亡した最初の日本人となった。
- 10月16日頃 - バルカン戦争でブルガリアのパイロット、ラドゥル・ミルコフらがアルバトロス機で、トルコのKaraagac駅を爆撃したとされる。
- 11月2日 - 日本海軍の河野三吉大尉が日本海軍機として日本における最初の飛行を行う。11月6日には 金子養三が追浜飛行場においてファルマン機に搭乗して飛行、11月12日の観艦式に両名が飛行して参加した。

## 1912年に初飛行した機体の画像

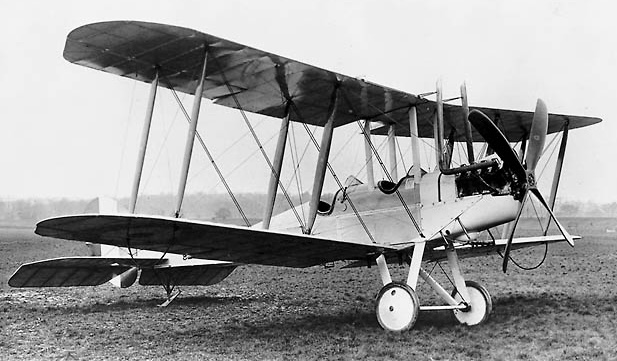
Royal Aircraft Factory B.E.2 （2月）
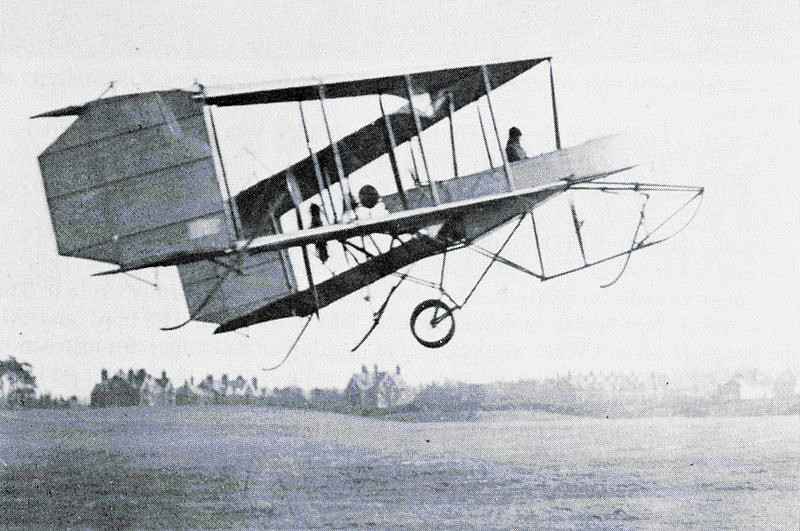
ダン D.8 6月

## 航空に関する賞の受賞者
- フランス飛行クラブ大賞（Grande Médaille de l'Aéro-Club de France ）：ローラン・ギャロス
- イギリス飛行クラブ金賞：サミュエル・フランクリン・コーディ